# Zelentarka
Zelentarka (лат. Chloris chloris) vrsta je ptice iz reda ptica pevačica i porodice zeba (Fringillidae).

## Opis
Mužjak je žućkastozelen, sa upadljivom jarkožutom površinom na krilu i u osnovi repa. Ženka je više sivozelena, a površine na krilu i repu su bledo smeđe. Dugačka je 14—16 cm.
Ova stanarica obično nastanjuje ivice šuma, raštrkano drveće i grmlje, parkove, sela, i na njivama tokom zime kad se okupljaju u jata.

## Galerija
- Mužjak zelentarke u gradu Jena u Nemačkoj
- Ženka zelentarke
- Mužjak u nacionalnom parku u Maroku
- Ženka zemlji
- Par zelentarki u Estoniji
- Mužjak na hranilici
- Jaja zelentarke
- Zelentarka u gradskom parku u Nišu
- Zelentarka je česta u staništima sa zimzelenim drvećem
- Zelentarka u Nacionalnom parku Đerdap
- Cuculus canorus bangsi + Carduelis chloris

## Literatura
- Collar, Nigel; Newton, Ian; Clement, Peter; Arkhipov, Vladimir (2010). „Family Fringillidae (Finches)”.  Ур.: del Hoyo, Josep; Elliott, Andrew; Christie, David A. Handbook of the Birds of the World Volume 15. Barcelona, Spain: Lynx Edicions. стр. 440—617. ISBN 978-84-96553-68-2.
- Jobling, James A (2010). The Helm Dictionary of Scientific Bird Names. London: Christopher Helm. ISBN 978-1-4081-2501-4.
- Linnaeus, C. (1758). Systema naturae per regna tria naturae, secundum classes, ordines, genera, species, cum characteribus, differentiis, synonymis, locis. Tomus I. Editio decima, reformata. (на језику: латински). Holmiae:Laurentii Salvii.
- Paynter, Raymond A. Jnr, ур. (1968). Check-list of Birds of the World Volume 14. Cambridge, Massachusetts: Museum of Comparative Zoology.

## Spoljašnje veze
- Audio recordings from Xeno-canto
- Videos and photos from the Internet Bird Collection Архивирано на веб-сајту  (3. март 2016)
- Ageing and sexing by Javier Blasco-Zumeta & Gerd-Michael Heinze
- Feathers of European Greenfinch (Carduelis chloris) Архивирано на веб-сајту  (4. март 2018)